# Tomboy
Tomboy je riječ u engleskom jeziku (udomaćila se i u drugima) koja se koristi za djevojčice/djevojke koje rade stvari slično rodnim ulogama dječaka. Također mogu nositi odjeću, igrati se i sudjelovati u aktivnostima koje su maskuline i često poprilično fizički zahtjevne. Ovaj oblik ponašanja u mnogim se kulturama često smatra dječačkim.
Vidljivošću tomboj identiteta u Hrvatskoj i regiji se bavi riječka fotografkinja i aktivistkinja Martina Šalov u višegodišnjem projektu #EjDečko.

## Vanjske poveznice
- Film: Tomboys